# The Casino Murder Case
The Casino Murder Case (bra: O Mistério do Cassino) é um filme de mistério americano de 1935 estrelado por Paul Lukas e Alison Skipworth. Rosalind Russell está no elenco de apoio. Foi dirigido por Edwin L. Marin a partir de um roteiro de Florence Ryerson e Edgar Allan Woolf, baseado no romance homônimo de 1934 de S. S. Van Dine. Foi o nono filme da série de filmes de Philo Vance.

## Elenco
| - Paul Lukas como Philo Vance - Alison Skipworth como Mrs. Priscilla Kinkaid Llewellyn - Donald Cook como Lynn (filho de Mrs. Llewellyn) - Rosalind Russell como Doris (secretária-companheira de Mrs. Llewellyn) - Arthur Byron como Kinkaid (irmão de Mrs. Llewellyn) - Ted Healy como Sergeant Heath - Eric Blore como Currie (mordomo de Vance) - Isabel Jewell como Amelia (filha de Mrs. Llewellyn) | - Louise Fazenda como Becky (empregada) - Purnell Pratt como Markham (District Attorney) - Leslie Fenton como Dr. Kane (médico de Llewellyns) - Louise Henry como Virginia (esposa de Lynn Llewellyn) - Leo G. Carroll como Smith (mordomo de Llewellyns) - Charles Sellon como Dr. Doremus (médico legista) - William Demarest como o leiloeiro (não creditado) |

## Produção
Originalmente, William Powell e Myrna Loy deveriam estrelar "The Casino Murder Case", mas Powell estava cansado de interpretar Vance - ele foi o primeiro ator a assumir o papel no filme, e já havia interpretado o detetive em quatro filmes anteriores de Philo Vance, além de uma pequena esquete em "Paramount on Parade". Assim, a MGM planejou usar Otto Kruger, e depois Fred Keating (que teria sido emprestado pela Columbia Pictures), Warren William e Ricardo Cortez, antes de decidir por Paul Lukas. Eugene Pallette deveria interpretar o sargento da polícia, mas foi substituído primeiro por Edward Brophy e depois por Ted Healey. Constance Collier estava originalmente escalada para interpretar "Sra. Llewellyn", mas foi substituída por Alison Skipworth, emprestada pela Paramount Pictures, para o papel.

## Resposta crítica
Andre Sennwald, do The New York Times, escreveu: "Paul Lukas simplesmente não é o tipo de Philo Vance, e seus modos reticentes na sala de estar parecem um substituto fraco para as qualidades arrojadas que fizeram de William Powell o melhor Philo do cinema. Rosalind Russell trabalha muito para ser agradável no estilo de Myrna Loy, mas sem grande sucesso. Miss Skipworth, é claro, é caracteristicamente excelente como a viúva tola, e há boas atuações de Arthur Byron como o principal suspeito e do cômico Ted Healy como o detetive idiota... O melhor trabalho do filme, porém, é a contribuição de Isabel Jewell como a filha mórbida e dipsomaníaca da casa."
Mais recentemente, a Turner Classic Movies chamou o filme de "uma entrada de série divertida que era fiel à história original de Van Dine", e Allmovie concordou que Paul Lukas "simplesmente não é o tipo certo para o papel" e que "é em grande parte por causa de Lukas que o filme não é uma das melhores entradas da série." A crítica caracteriza o trabalho de Alison Skipworth e Isabel Jewell como "excelente" e elogia as performances "fortes" de Eric Blore e Charles Sellon, mas observa que Rosalind Russell "ainda não atingiu seu ritmo aqui". Como resultado, a mistura de comédia e mistério no filme "não é tão suave quanto se poderia desejar".